# てっちゃん (漫画家)
てっちゃんは、日本の漫画家、イラストレーター。成年漫画誌で活動する。

## 単行本リスト
1. 『痴漢遊戯』（別冊エースファイブコミックス、松文館、2002年4月9日）ISBN 978-4790108429
2. 『僕専用』（セラフィンコミックス、ヒット出版社、2004年8月26日）ISBN 978-4894652804
3. 『ロケットおっぱい』（別冊エースファイブコミックス、松文館 、2005年1月15日発行）ISBN 978-4790113843
4. 『お願いおにいちゃん』（セラフィンコミックスヒット出版社、2006年3月14日）ISBN 978-4894653238
5. 『ちびあな』（セラフィンコミックス、ヒット出版社、2007年6月7日発行）ISBN 978-4894653603
6. 『痴漢遊戯（オールカラー版）』（IROコミックス、松文館、2008年3月13日）ISBN 978-4790120896
7. 『おとなスイッチ』（セラフィンコミックス、ヒット出版社、2008年7月25日発行）ISBN 978-4894653993
8. 『とろける穴』（MUJIN COMICS、ティーアイネット、2008年10月10日）ISBN 978-4887742819
9. 『みるくえんじん』（セラフィンコミックス、ヒット出版社、2010年1月15日発行）ISBN 978-4894654679
10. 『もっとエロいよ♥』（ムーグコミックス、ジーウォーク、2013年8月28日発行）ISBN 978-4862973924

## 師匠・アシスタント
- 高橋ゆたか - アシスタント時代の師匠[1]